# Le Mesnil-Aubert
Le Mesnil-Aubert is een gemeente in het Franse departement Manche (regio Normandië) en telt 152 inwoners (1999). De plaats maakt deel uit van het arrondissement Coutances.

## Geografie
De oppervlakte van Le Mesnil-Aubert bedraagt 5,8 km², de bevolkingsdichtheid is 26,2 inwoners per km².
De onderstaande kaart toont de ligging van Le Mesnil-Aubert met de belangrijkste infrastructuur en aangrenzende gemeenten.

## Demografie
Onderstaande figuur toont het verloop van het inwonertal (bron: INSEE-tellingen).

1. ↑  Populations de référence 2022.